# 克拉旺塞尔
克拉旺塞尔（法語：Cravencères，法語發音：[kʁavɑ̃sɛʁ]）是法国热尔省的一个市镇，位于该省西部，属于孔东区。该市镇总面积9.09平方公里，2009年时的人口为104人。

## 人口
克拉旺塞尔人口变化图示